# Râul Măgura, Sighiștel
Râul Măgura este un curs de apă, afluent al râului Sighiștel. 

## Hărți
- Harta Munții Bihor